# Kanton Montluçon-Est
Kanton Montluçon-Est (fr. Canton de Montluçon-Est) je francouzský kanton v departementu Allier v regionu Auvergne. Tvoří ho šest obcí.

## Obce kantonu
- Chamblet
- Deneuille-les-Mines
- Désertines
- Montluçon (východní část)
- Saint-Angel
- Verneix